# 25 de Abril (Santa Cruz)
25 de Abril (port. für „25. April“) ist eine osttimoresische Aldeia. Sie liegt im Zentrum des Sucos Santa Cruz (Verwaltungsamt Nain Feto, Gemeinde Dili).

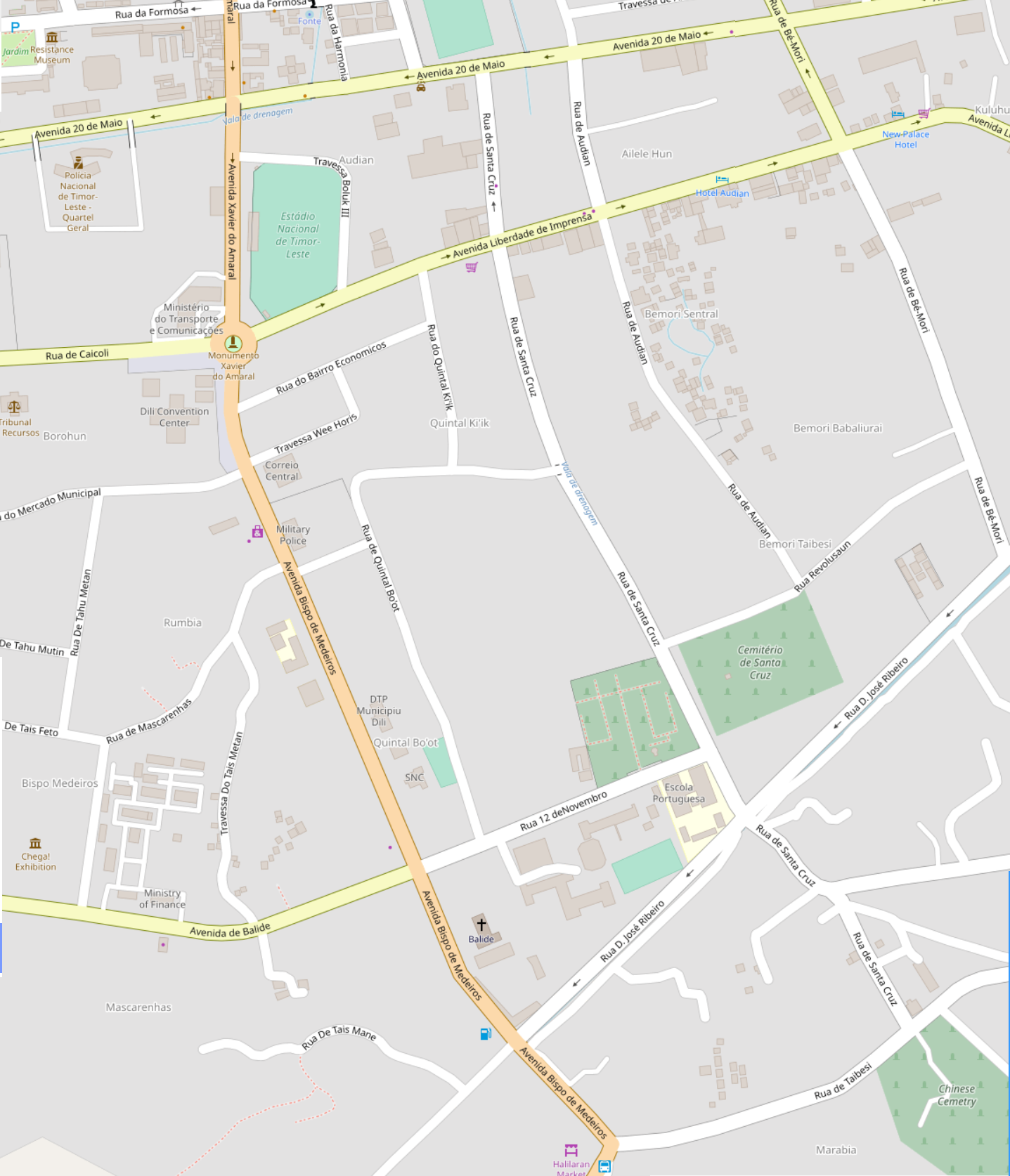
Straßenkarte von Santa Cruz

Die Rua de Quintal Bo'ot bildet die Westgrenze von 25 de Abril zur Aldeia 4 de Setembro und die Nordgrenze zur Aldeia Loceneon. Östlich der Rua de Santa Cruz befindet sich die Aldeia Mura, südlich von 25 de Abril liegen die Aldeias 7 de Dezembro und 12 de Novembro. Ihren Namen hat die Aldeia vom Tag der Nelkenrevolution 1975 in Portugal.
In 25 de Abril leben 844 Menschen (2015).